# Ribes polyanthes
Ribes polyanthes är en ripsväxtart som beskrevs av Rodolfo Amando Philippi. Ribes polyanthes ingår i släktet ripsar, och familjen ripsväxter. Inga underarter finns listade i Catalogue of Life.